# Voúrla
 (signalé en mai 2025).
Si vous disposez d'ouvrages ou d'articles de référence ou si vous connaissez des sites web de qualité traitant du thème abordé ici, merci de compléter l'article en donnant les références utiles à sa vérifiabilité et en les liant à la section « Notes et références ».
- Archive Wikiwix
- Bing
- Cairn
- DuckDuckGo
- E. Universalis
- Gallica
- Google
- G. Books
- G. News
- G. Scholar
- Persée
- Qwant
- (zh) Baidu
- (ru) Yandex
- (wd) trouver des œuvres sur Wikidata

Voúrla, en grec moderne : Βούρλα, bien que considéré comme un quartier du Pirée en Grèce, est en fait une grande zone située dans les limites de la municipalité de Drapetsóna, à l'est de la ville, près de l'église d'Agíos Dionysíos, à l'endroit où Drapetsóna borde les quartiers du Pirée de Kopí et Papastrátos.